# Finnische Fußballmeisterschaft 1926
Die finnische Fußballmeisterschaft 1926 war die 18. Saison der höchsten finnischen Spielklasse im Herrenfußball.
Helsingin Palloseura gewann die Meisterschaft.

## Ergebnisse

### Halbfinale
|                      | Ergebnis |                |
| -------------------- | -------- | -------------- |
| Helsingin Palloseura | 5:1      | HJK Helsinki   |
| Turku PS             | 6:2      | Reipas Viipuri |

### Finale
|                      | Ergebnis |          |
| -------------------- | -------- | -------- |
| Helsingin Palloseura | 5:2      | Turku PS |